# دیوید بل
دیوید بل (فرانسوی: David Belle‎؛ زاده ۲۹ آوریل ۱۹۷۳) یک هنرپیشه، طراح رقص و بدل‌کار اهل فرانسه است. ا‎ز دیوید بل به عنوان پدر و بنیان‌گذار پارکور یاد می‌شود. او پسر ریموند بل (Raymon belle) و مونیکیو بل (Monique belle) است. پدر و برادر او عضوهای پر مهارت تیم نجات بودند که دیوید بل با ترکیب تجربیات و مهارت‌های پدر و برادرش پارکور را ابداع نمود.
او رئیس سابق کمیته بین المللی پارکور در فدراسیون بین المللی ژیمناستیک است. 
از فیلم‌های سینمایی یا برنامه‌های تلویزیونی که وی در آن نقش داشته‌است می‌توان به سه قسمت بلوک ۱۳، عمارت‌های آجری، بابلیون ای.دی اشاره کرد.

## زندگی و حرفه
‎دیوید در فرانسه متولد و بزرگ شد. در سال ۱۹۸۴ در سن ۱۱ سالگی به ليسس فرانسه مهاجرت نمود، در آنجا با تعدادی از نوجوانان که از لحاظ سنی مشابه دیوید بودند دوستی نزدیکی ایجاد کرد و گروهی را تشکیل دادند، كه بعدها گروه با نام یاماکاسی شناخته شد. دیوید پس از مدتی تمرین پارکور، برای نشان دادن توانایی‌های خود ویدئویی از خود در سال ۱۹۹۷ به نام مرد هوایی سرعتی منتشر کرد که به شهرت او و شناساندن پارکور به مردم کمک فراوانی کرد، در این ویدئو سه دوست دیگر دیوید نیز دیده می‌شوند.
‎در این ویدئو از اصطلاح یاماکاسی برای اولین بار به عنوان اسم این ورزش استفاده شد. این در صورتی بود که دیوید بل معتقد بود یاماکاسی به آموزه‌های خود و پدرش و این ورزش مرتبط ناست، بنابراین او از گروه جدا شد و به آموزش پارکور پرداخت.

### ریموند بل و دیوید بل
ریموند بل متولد 1939 در ویتنام ، فرزند یک پزشک فرانسوی و مادری ویتنامی بود.  در طول جنگ اول هند و چین ، پدرش درگذشت و او از مادرش جدا شد ، و پس از آن در 7 سالگی به یتیم خانه نظامی در دا لات فرستاده شد. او تمرینات سخت تر و طولانی تر از دیگران را بر عهده گرفت.  هرگز قربانی نباشیم  شب ها ، وقتی بقیه خواب بودند ، او بیرون می دوید یا از درختان بالا می رفت.  او از دوره های موانع نظامی به صورت مخفی استفاده می کرد و همچنین دوره هایی را برای خود ایجاد می کرد که استقامت ، قدرت و انعطاف پذیری او را آزمایش می کرد.  انجام این کار او را قادر می سازد نه تنها از سختی هایی که در دوران کودکی خود تجربه کرده بود جان سالم به در ببرد ، بلکه سرانجام به شکوفایی برسد.  پس از نبرد Battle of Dien Bien Phu در سال 1954 ، او به فرانسه بازگشت و تا 19 سالگی ، هنگامی که به نیروهای آتش نشانی پاریس ، یگان ارتش فرانسه پیوست ، در آموزش نظامی ماند.